# Roy Blunt
Roy Dean Blunt (Niangua, Misuri; 10 de enero de 1950) es un político estadounidense que representó al estado de Misuri como en el Senado de ese país. Está afiliado al Partido Republicano.

## Carrera
Entre 1997 y 2011, fue miembro de la Cámara de Representantes de los Estados Unidos por el 7.º distrito congresional de Misuri.
En 2017, fue uno de los 22 senadores que firmó una carta pidiéndole al presidente Donald Trump que saque a Estados Unidos del Acuerdo de París, el cual busca reducir los efectos del cambio climático. Según la ONG Center for Responsive Politics, desde 2012 ha recibido más de 400 000 dólares de grupos de interés de la industria del petróleo, del gas y del carbón.
Es uno de los senadores que más dinero ha recibido de la Asociación Nacional del Rifle, que le ha donado 4 551 146 de dólares.